# Хосс, Нина
Нина Хосс (нем. Nina Hoss; род. 7 июля 1975, Штутгарт, Баден-Вюртемберг, ФРГ) — немецкая актриса кино, театра и озвучивания, певица.

## Биография
Родилась в Штутгарте. Отец, Вилли Хосс, профсоюзный и политический деятель (вначале коммунист, затем один из соучредителей Партии зелёных и депутат от неё); мать, Хайдемари Роведер — актриса Национального театра Штутгарта, позднее — директор Вюртембергского государственного драматического театра.
В возрасте семи лет начала выступать в радиопьесах, а в 14 лет впервые появилась на сцене. В 1997 году окончила театральное училище в Берлине. Её первым успехом стала роль Розмари Нитрибитт в фильме «Любовники Розмари» в 1996 году. Сотрудничество с режиссёром Кристианом Петцольдом принесло ей несколько призов: в 2003 году она получила «премию Адольфа Гримме» за роль в фильме «Вольфсбург», в 2007 году на Берлинском кинофестивале — «Серебряного медведя» за заглавную роль в фильме «Йелла». В 2019 году на 67-м Международном кинофестивале в Сан-Себастьяне была удостоена премии «Серебряная раковина» как лучшая актриса.

## Фильмография
| Год       |   | Русское название                    | Оригинальное название         | Роль         |
| --------- | - | ----------------------------------- | ----------------------------- | ------------ |
| 1996      | ф | Любовники Розмари                   | Das Mädchen Rosemarie         | Розмари      |
| 2001      | ф | Мёртвый человек                     | Toter Mann                    | Лейла        |
| 2003      | ф | Вольфсбург                          | Wolfsburg                     | Лаура        |
| 2005      | ф | Белая масаи                         | Die weiße Massai              | Карола       |
| 2006      | ф | Элементарные частицы                | Elementarteilchen             | Джейн        |
| 2007      | ф | Йелла                               | Yella                         | Йелла        |
| 2008      | ф | Безымянная — одна женщина в Берлине | Anonyma - Eine Frau in Berlin | Безымянная   |
| 2008      | ф | Йерихов                             | Jerichow                      | Лаура        |
| 2010      | ф | Вкус ночи                           | Wir sind die Nacht            | Луиза        |
| 2011      | ф | Окно в лето                         | Fenster zum Sommer            | Юлиана       |
| 2012      | ф | Барбара                             | Barbara                       | Барбара      |
| 2014      | ф | Самый опасный человек               | A Most Wanted Man             | Эрна Фрей    |
| 2014      | ф | Феникс                              | Phoenix                       | Нелли Ленц   |
| 2014—2015 | с | Родина                              | Homeland                      | Астрид       |
| 2017      | ф | Возвращение в Монток                | Return to Montauk             | Ребекка      |
| 2020      | с | Игра теней                          | Shadowplay                    | Эльзи Гартен |